# Vivaldo Lima
Vivaldo Palma Lima  (Salvador, 10 de abril de 1877 — 23 de novembro de 1949) foi um médico, advogado, jornalista e político brasileiro. Faleceu no exercício do mandato de deputado federal pelo estado do Amazonas, aos 72 anos de idade.

## Biografia
Vivaldo Palma Lima se tornou doutor em Medicina pela Faculdade de Medicina da Bahia em 10 de abril de 1899. Também se tornou cirurgião-dentista e farmacêutico pela Faculdade de Medicina e Farmácia da Bahia. Vivaldo Palma Lima exerceu a medicina em diversas entidades inclusive na área militar.
Paralelamente à medicina, Vivaldo Palma Lima foi professor de Geografia, História, Física, Química e Eletricidade em diversas escolas nos estados da Bahia e do Amazonas.
Vivaldo Palma Lima casou na Bahia com Elvira Augusta Barahuna, que passou a se chamar Elvira Augusta Barahuna de Lima.
Por volta de 1902, Vivaldo Palma Lima chegou em Manaus como médico da Companhia do Lloyd Brasileiro e fixou residência com a esposa Elvira. O casal teve uma filha de nome Elvira e sete filhos homens, Oswaldo (chegou a General do Exército), Waldemar (médico), Luiz (engenheiro), Carlos (advogado), José (advogado), Augusto (advogado), Mário (engenheiro) e Vivaldo Palma Lima Filho, (médico e Presidente da Cruz Vermelha Brasileira e senador por Amazonas de 1951 a 1967).
Em 1911 tornou-se bacharel em Direito pela Faculdade de Ciências Jurídicas e Sociais do Amazonas, tornando-se posteriormente professor catedrático de Medicina Legal desta faculdade. Foi membro da Ordem dos Advogados do Brasil (OAB), Seção Amazonas.

### Imprensa
Vivaldo Palma Lima foi sócio da Academia Brasileira de Imprensa (ABI) sendo redator-chefe do jornal A Tribuna Popular (Manaus, Amazonas) e colaborador de diversos jornais em:
- Manaus no Amazonas (Comércio do Amazonas, Jornal do Comércio,  A Imprensa, Estado do Amazonas e O Dia);
- Salvador na Bahia (O Dia);
- Cachoeira na Bahia (A Democracia e A Ordem).

### Entidades culturais e filantrópicas
Pertenceu a inúmeras entidades culturais e filantrópicas do estado do Amazonas como:
- Instituto Geográfico e Histórico do Amazonas (sócio fundador em 1917, patrono cadeira número 39).
- Academia Amazonense de Letras (AAL, fundada em 1 de Janeiro de 1918). Tornou-se membro efetivo em 14 de Dezembro de 1938.
- Cruz Vermelha Brasileira (sócio benemérito em 30 de Dezembro de 1947). A Cruz de Benemerência da Cruz Vermelha Brasileira foi conferida pelo Governo Brasileiro em 25 de Janeiro de 1950 (Homenagem Post-mortem). Grandes Lojas Maçônicas do Amazonas.

Professor do Ginásio Amazonense; Professor de árabe; Professor de japonês.
Na Academia de Letras, Ciências e Artes do Amazonas (ALCEAR) criada em 5 de Setembro de 2003, Vivaldo Palma Lima é o patrono da cadeira número 12 (Grupo de Prosadores) em reconhecimento a sua importância na história intelectual do Amazonas.

### Esportes
Na área esportiva, Vivaldo Palma Lima foi:
- Sócio Benemérito, Presidente e Presidente de Honra do Nacional Futebol Clube (Manaus);
- Sócio Fundador, Presidente e Presidente de Honra do Nacional Fast Clube;
- Sócio Honorário do Luso Esporte Clube de Manaus e da União Esportiva Portuguesa (Manaus).

Vivaldo Palma Lima foi uma das maiores figuras das atividades esportivas, particularmente do futebol, no estado de Amazonas. Em homenagem à memória do velho entusiasta do esporte amazonense, o nome de Vivaldo Palma Lima foi atribuído ao estádio de futebol que começou a ser construído no ano de 1958 em Manaus(lançamento da pedra fundamental). O projeto do Estádio Vivaldo Lima foi do arquiteto Severiano Mário Porto e ganhou o Prêmio Nacional de Arquitetura de 1966. O Estádio Vivaldo Lima, também chamado de Vivaldão, começou a funcionar em 1970.

### Política
Vivaldo Palma Lima foi:
- Superintendente municipal de Manaus em 1923 (após 1926 o cargo superintendente passou a ser prefeito)
- Deputado à Assembleia Constituinte do Amazonas (1934) e à Assembleia Legislativa do Amazonas.
- Deputado federal pelo estado do Amazonas em 1947 e faleceu no cumprimento do mandato em 23 de novembro de 1949 com 72 anos de idade.